# Shweta Basu Prasad
Pour les articles homonymes, voir  Prasad.
Shweta Basu Prasad (née le 11 janvier 1991) est une actrice indienne. 

## Biographie
Elle a commencé sa carrière comme actrice dans des films et des séries télévisées en hindi, puis a joué des rôles principaux dans les cinémas bengali, telougou et tamoul. Pour sa performance dans le film Makdee en 2002, elle a remporté le prix national du film du meilleur artiste enfant.

## Filmographie

### Cinéma
- 2002 : Makdee : Chunni/Munni
- 2005 : Iqbal : Khadija

### Télévision
- 2000-2003 : Kutumb : Vanshita
- 2001-2003 : Kahaani Ghar Ghar Kii : Shruti Agarwal
- 2002 : Koshish... Ek Aashaa : fille de Kaajal (1 épisode)
- 2003 : Karishma Kaa Karishma : Sweet
- 2021 : Signé Satyajit Ray : Maggie